# گمشدگان (نمایشنامه)
گُمشدگان نمایشنامه‌ای است از بهرام بیضایی از سالِ ۱۳۴۸.

## متن
این نمایشنامه سال ۱۳۴۸ نگاشته شد و نخستین بار سال ۱۳۵۷ در انتشارات پیام در تهران به چاپ رسید. صورت بازنگری شده‌ای از گُمشدگان، «با پرهیز از روستایی‌نویسی؛ ولی با یادآوری و حفظ روح و تفاوت زبانیِ آن،» در سال ۱۳۸۲ در جلد دوّم دیوان نمایش چاپ شد.

## داستان
یوزباشی از حج بازگشته و رعیت به دیدارش می‌روند. ولی از او نومید می‌شوند. رفته‌رفته یوزباشی گرفتار کابوس مرگ می‌شود و . . .

## نمایش
بیضایی این نمایشنامه را بر صحنه نبرده است؛ ولی اجازه داده تا در شهریورِ ۱۳۹۸ به وسیلهٔ گروه گیتی به کارگردانی روح‌الله جعفری در تماشاخانهٔ سنگلج خوانده شود، و چنین نیز شد.